# Cratichneumon carolinae
Cratichneumon carolinae är en stekelart som beskrevs av Heinrich 1971. Cratichneumon carolinae ingår i släktet Cratichneumon och familjen brokparasitsteklar. Inga underarter finns listade i Catalogue of Life.